# Индек-Чокрак
Инде́к-Чокра́к (крымскотат. Endek Çoqraq, Эндек Чокъракъ) — источник в Крыму, на северо-западных отрогах Демерджи, к югу от г. Пахкал-Кая, близ перевала МАН.
Название означает в переводе с крымскотатарского «родник с канавой» (endek — «ров», «канава»; çoqraq — «родник», «источник»). Находится на высоте 925 над у. м. Бассейн реки Демерджи. Выход родника из конгломератового делювия. Температура воды 3,5 градуса по Цельсию, дебит 0,05 л/с (февраль).
По юго-восточному склону Эльх-Кая проходит дорога, по которой проложен один из самых популярных маршрутов № 128 Ангарский перевал— перевал МАН.